# Leptognathiella abyssi
Leptognathiella abyssi är en kräftdjursart som beskrevs av Hansen 1913. Leptognathiella abyssi ingår i släktet Leptognathiella och familjen Colletteidae. Inga underarter finns listade i Catalogue of Life.